# Speed Freaks
Speed Freaks (ou Speed Punks en Amérique du Nord) est un jeu vidéo de course développé par Funcom et édité par Sony Computer Entertainment, sorti sur PlayStation en 1999.

## Développement
Speed Freaks est développé par la SD Team de Funcom Dublin en Irlande. Padraig Crowley en est le producteur et le lead designer. Le développement a duré trois ans.

## Accueil
Le jeu reçoit un accueil critique plutôt positif. Il obtient le score de 79,21 % sur GameRankings.